# Coelioxys semicarinata
Coelioxys semicarinata är en biart som beskrevs av Johann Dietrich Alfken 1940. Coelioxys semicarinata ingår i släktet kägelbin, och familjen buksamlarbin. Inga underarter finns listade i Catalogue of Life.